# Sven-Åke Johansson
Pour les articles homonymes, voir Johansson.
Sven-Åke Johansson, né en 1943 à Mariestad en Suède et mort le 15 juin 2025 à Berlin, est un percussionniste, batteur et accordéoniste suédois de free jazz et musique improvisée.
Il joue notamment avec  Peter Brötzmann et Peter Kowald, ainsi qu'au sein du groupe E.M.T. avec le multi-instrumentiste allemand Alfred Harth, et avec Manfred Schoof, Alexander Von Schlippenbach, et Hans Reichel. Depuis 2010, collaboration avec Oliver Augst. Le programme de concert Eisler im Sitzen et diverses pièces radiophoniques ont été créés. In St. Wendel am Schloßplatz, par exemple, qui a été diffusé sur Deutschlandfunk en 2017 et présenté en live dans différents lieux.
Sven-Åke Johansson était installé à Berlin depuis 1968.